# ムギツク
ムギツク（麦突、Pungtungia herzi）は、コイ科ムギツク属に分類される淡水魚。

## 分布
日本（福井県、岐阜県、三重県、淀川水系以西の本州、四国〈香川県、徳島県〉、九州北部）。ただし、琵琶湖内とその流入河川でもまれに見られる（天然分布）。鴨緑江以南の朝鮮半島のほぼ全域。

## 形態
全長10-15 cm。体色は背側は褐色で、腹側は白色。吻端から尾鰭の基底まで体軸に沿って1本の太い黒色の縦帯が入る。この縦帯は、10 cm以上の成熟した個体になるに伴い消失する。稚魚は各鰭が橙色に染まる。
吻端は細長く尖り、下顎に1対の髭がある。側線は完全。

## 生態
流れの緩やかな河川、用水路等に生息する。数尾から十数尾からなる小規模な群れを形成し生活する。昼行性。性質は臆病で石の下や水草等の物陰に潜んでいることが多い。
食性は動物食傾向の強い雑食で、水生昆虫や藻類などを石をつつきながら食べる。
繁殖形態は卵生で、5-6月に石の下や水草などに卵を産みつける。オヤニラミやコウライオヤニラミ、ドンコ、ギギ等の巣に托卵することもある。その他ヌマチチブやヨシノボリ類、外来種のブルーギル、オオクチバス等にも托卵するとされるが、詳細は不明。受精卵は、水温22-25度で約4-5日で孵化する。

## 人間との関係
開発による生息地の改変に伴い、本来の生息地では生息数の減少がみられるところが多い。一方で、人為的に、関東地方に移入されている。
一般的ではないものの、食用とされることもある。肉は淡白で、塩焼き・唐揚げ・甘露煮などにできる。肉質は良い。ただし、内部寄生虫（肝吸虫等）を保持する可能性があり、生食は薦められないとされる。
採集方法としては網を使い水草を掬う他に、釣りで捕らえることもできる。
観賞魚として飼育されることもある。鮮やかな縦帯と橙色の鰭をもつので、日本国内に分布する淡水魚では人気が高く、飼育も容易とされている。本来の生息地ではない地域でも販売されている。加えて、本種を含めた国内移入種（コイ・アユ・オヤニラミ・ハス・カネヒラ・ドンコなど）による生態系の攪乱が懸念されている。大阪府レッドリスト2014では「絶滅危惧Ⅱ類」に分類されている。